# Orchesellinae
Orchesellinae zijn een onderfamilie van springstaarten binnen de familie van Entomobryidae. De onderfamilie telt 16 geslacht en 246 soorten.

## Geslachten
- Australotomurus (6 soorten)
- Bessoniella (1 soort)
- Corynothrix (1 soort)
- Dicranocentrus (61 soorten)
- Dicranorchesella (4 soorten)
- Heteromurtrella (18 soorten)
- Heteromurus (Alloscopus) (7 soorten)
- Heteromurus (Heteromurus) (16 soorten)
- Heteromurus (Verhoeffiella) (8 soorten)
- Heteromurus (31 soorten)
- Mastigoceras (1 soort)
- Neorchesella (2 soorten)
- Nothobrya (1 soort)
- Orchesella (107 soorten)
- Orchesellides (10 soorten)
- Pseudodicranocentrus (3 soorten)